# Jaki Byard
Jaki Byard, (Worcester, 1922. június 15. – Boston, 1999. február 11.) amerikai dzsesszzongorista, zeneszerző.

## Pályafutása
Jaki Byard John Arthur Byard, Jr. néven született a Massachusetts állambeli Worcesterben. Édesapja a 20. század fordulóján egy menetelő zenekarban harsonás volt. Édesanyja az „African Methodist Episcopalian Sion Church” zongoristája volt. Anyai nagyanyja zongorázott némafilmekhet. Jaki ezen a zongorán kezdte zenei pályáját.
Nyolcéves korától Grace Johnson képezte a hangszer használatára. A akkori swing ritmusa és a nagy bandák vonzereje ihlette Jakit pályafutása nagy részében.
Tizenhatévesen játszott először profikkal.
A Második világháború alatt Jakit besorozták a hadseregbe, és szerencsés körülmények közötz Earl Bostic mellé került, akivel később zenei barátságot kötött.

## Albumok
(lemezválogatás)
- Out Front!, és Booker Ervin, Ron Carter és Roy Haynes, 1961
- Hi-Fly, és Ron Carter és Pete La Roca, 1962
- Fuchsia Swing Song, és Sam Rives, Ron Carter és Tony Williams, 1964
- The Jaki Byard Quartet Live!, 1965
- Rip, Rig and Panic, 1965, + Rahsaan Roland Kirk, Elvin Jones
- Freedom Together!, és Richard Davis és Junior Parker, 1966
- Sunshine Of My Soul, és Elvin Jones és David Izenzon, 1967
- Jaki Byard With Strings, 1968
- The Jaki Byard Experience, és Roland Kirk, Richard Davis és Alan Dawson, 1968
- Solo Piano, 1969
- Parisian Solos, rec. 1971, ed. 2016
- Family Man, 1978
- Tommy Flangan & Jaki Byard, 1982
- On The Spot!, és Jimmy Owens, Paul Chambers, Billy Higgins és Alan Dawson, 1999
- The Last From Lennie's, és Joe Farrell, George Tucker és Alan Dawson, 2003
- Tommy Flanagan/Jaki Byard: The Magic of 2, 1980, ed. 2013